# Rennata (співачка)
Рената Кралевска  — македонська співачка.

## Дискографія
- Please Stay (2013)
- This Christmas Night (2012)
- Because I Love You (2012)
- Time, Time (2012)